# Urani carbide
Urani carbide là một vật liệu gốm chịu nhiệt. Nó đi kèm trong một số các phép đo stoichiometries (UCx), như urani methanide (UC, CAS số ngày 16 tháng 9 năm 2070), urani sesquicarbide (U2C3, CAS số 12076-6).
Giống như urani dioxide và một số hợp chất urani khác, urani carbide có thể được sử dụng để làm nhiên liệu hạt nhân cho lò phản ứng hạt nhân, nó thường ở dạng viên hoặc viên nén. Nhiên liệu urani carbide được sử dụng trong các thiết kế cuối của tên lửa điện hạt nhân. Các viên carbide urani được sử dụng làm hạt nhiên liệu cho phiên bản lò phản ứng lớp vỏ sò của Mỹ; phiên bản tiếng Đức sử dụng urani dioxide thay thế. Là nhiên liệu hạt nhân, carbide urani có thể được sử dụng riêng hoặc pha trộn với carbide plutoni (PuC và Pu2C3). Hỗn hợp này còn được gọi là urani-plutonii carbide (PuC U).
Urani carbide cũng là một mục tiêu về vật liệu phổ biến cho các máy gia tốc hạt. Việc tổng hợp amonia từ nitơ và hydro đôi khi được thực hiện với sự hiện diện của urani carbide. Nó đóng vai trò là một chất xúc tác.